# Néa Flogitá
Néa Flogitá (Flogita) är en ort i Grekland.   Den ligger i prefekturen Chalkidike och regionen Mellersta Makedonien, i den nordöstra delen av landet, 260 km norr om huvudstaden Aten. Néa Flogitá ligger 19 meter över havet och antalet invånare är 1 604.
Terrängen runt Néa Flogitá är huvudsakligen platt, men norrut är den kuperad. Havet är nära Néa Flogitá åt sydväst. Närmaste större samhälle är Néa Moudhaniá, 5,7 km öster om Néa Flogitá. Trakten runt Néa Flogitá består till största delen av jordbruksmark.